# Èmbol (medicina)
Un èmbol (del grec ἔμβολος "falca", "tap") és una massa no adherida que viatja pel torrent sanguini i és capaç de crear bloquejos. Quan una embòlia oclueix un vas sanguini, s'anomena embòlia. Hi ha diversos tipus d'èmbols, com ara coàguls de sang, plaques o cristalls de colesterol, glòbuls de greix, bombolles de gas i cossos estranys, que poden provocar diferents tipus d'embòlies.
El terme és diferent de l'embòlia i el tromboembolisme, que poden ser conseqüències d'una èmbol.
El terme va ser encunyat el 1848 per Rudolf Virchow com a part de la seva investigació fonamental sobre els coàguls de sang.